# Jumana Emil Abboud
Jumana Emil Abboud (en árabe: جمانة إميل عبّود‎   , nacida en 1971) es una artista palestina que vive y trabaja en Jerusalén.

## Biografía
Nació en Shefa-'Amr, Galilee y se mudó a Ontario, Canadá con sus padres en 1979. Estudió en el Ontario College of Art en Toronto. En 1991, se mudó a Jerusalén, donde estudió en la Academia de Artes y Diseño Bezalel, recibió un BFA, graduado en Bellas Artes, y continuó allí con estudios de posgrado.
Abboud utiliza dibujo, video, performance, objetos y texto en su trabajo que trata sobre la memoria, la historia personal y colectiva, la pérdida y la resiliencia. Fue finalista del Premio Celeste en 2013.
Ha realizado exposiciones individuales en Tel Aviv, en el Museo de Arte Contemporáneo de Herzliya y en el Forum Schlossplatz de Aarau, Suiza. Su trabajo ha sido incluido en exposiciones tales como la Bienal de Venecia, la Bienal de Estambul, el Museo Nacional de Baréin en Manama, el Instituto del Mundo Árabe en París, The Jerusalem Show, el Darat al Funun en Amán, en el Carré d'Art en Nimes, en la Galería de Arte Contemporáneo de Leipzig y en el Museo Fundación Antonio Pérez de Cuenca.
Vive y trabaja a caballo entre Jerusalem y Londres, dónde está haciendo el doctorado en la Slade School of Art.
En 2020 obtuvo la Pernod Ricard Fellowship 2020 con un proyecto para ampliar su investigación sobre el agua  como fuente de historias, pasadas y presentes, reales y ficticias.

## Obra
Abboud utiliza una combinación de dibujo, video, instalación, voz, performance, texto y escultura para retratar temas sobre la memoria, la pérdida, la pertenencia y el anhelo. Sus instalaciones se basan en su propio origen y en la cultura y tradiciones palestinas. Abboud explora la memoria, la narración y la historia oral a través del cuerpo y su uso del folclore palestino y los cuentos de hadas. Su arte presenta con frecuencia el paisaje palestino. Ella se enfoca en recordar, en el impacto de la fragmentación de la memoria y cómo la historia impacta la vida actual de una persona.
Abboud reinterpreta los cuentos de hadas en su trabajo. Utiliza la conocida historia de Rapunzel para explorar la vida de las mujeres árabes. En esta serie, utiliza dibujos a lápiz, fotografías, encajes y semillas para comentar y representar el lugar normativo de la mujer en la sociedad. Destaca el hecho de que la imagen de la mujer doméstica es relevante en muchas culturas.
Hide Your Water from the Sun (Oculte su agua del sol)
Esta instalación de video de tres canales destaca el estudio de 1920 realizado por el Dr. Tawfiq Canaan sobre los demonios del agua y los sitios "encantados" en Palestina, como los manantiales. About trabajó junto con Issa Freij, un cineasta palestino, para documentar los sitios. La instalación presenta un video de los sitios presentados en el estudio de 1920 que alguna vez contuvieron manantiales y otras características de agua que se han perdido desde entonces, pero cuyas ubicaciones son parte del folclore palestino. Junto con el video, hay audio de Abboud leyendo el texto del estudio.

## Exposiciones
Exposiciones colectivas
- 'El Summoud', una obra de arte específica de la vista en el campo de refugiados de El Summed, Jerusalén. (1998)
- 'Palestina (a) -  Eight Woman Artists', Centro de Arte Al Wasiti, Jerusalén. (1998-1999)
- Bienal del Mediterráneo para Artistas Jóvenes, Roma. (1999)
- 'Gateway', Galería Nacional de Bellas Artes, Amán. (1999)
- 'Artistas palestinos hoy', Museo Drammens, Noruega. (1999)
- Murales en la Ciudad, Festival de Invierno de Jericó, Jericó. (1999)
- 'Look Mama Look', Art Focus, Jerusalén. (1999)
- ‘The Last Drawing of the Century', Centro Zerynthia de Arte Contemporáneo, Roma. (2000)
- 'Empathy', Galerie im Kornerpark, Berlín. (2000)
- Bienal Internacional de La Habana, La Habana. (2000)
- 'DesOrientation', Casa de la Cultura del Mundo, Berlín. (2003)
- 'Unscene', Stephen Lawrence Gallery, Londres. (2004)
- 'Shame', Holon Center for Digital Art, Holon. (2004)
- 'Belonging', La Séptima Bienal Internacional de Sharjah, Emiratos Árabes Unidos (2005)
- 'Streams of Story', Tranvía, Internacional de Glasgow, Glasgow. (2006)
- 'Liminal Spaces', Galería de Arte Contemporáneo, Leipzig. (2006)
- ' Re-Considering Palestinian Art', Fundación Antonio Pérez, Cuenca, España. (2006)